# Dorothee Island
Dorothee Island är en ö i Australien. Den ligger i delstaten South Australia, omkring 420 kilometer väster om delstatshuvudstaden Adelaide. Arean är 0,36 kvadratkilometer. Den sträcker sig 1,0 kilometer i nord-sydlig riktning, och 0,9 kilometer i öst-västlig riktning.
Genomsnittlig årsnederbörd är 495 millimeter. Den regnigaste månaden är juni, med i genomsnitt 98 mm nederbörd, och den torraste är oktober, med 9 mm nederbörd.